# Třída Kamikaze (1922)
Třída Kamikaze (japonsky: 神風型 Kamikaze-gata), též někdy třída Kijokaze, sestávala z devíti „torpédoborců první třídy“ (一等駆逐艦 ittó kučikukan) japonského císařského námořnictva, postavených v letech 1921 až 1925. Kamikaze vycházely z předchozí třídy Minekaze a lišily se pouze drobnými změnami konstrukce. Během druhé světové války již byly zastaralé a tak sloužily hlavně jako doprovodná plavidla a rychlé transportéry.
Sedm jednotek bylo ztraceno během bojů v Pacifiku. Čtyři z nich měly na svědomí ponorky, dvě jednotky byly potopeny letadly a jedna padla za oběť pobřežní baterii na atolu Wake. Dvě zbývající jednotky válku přečkaly a jedna z nich byla použita jako repatriační plavidlo.
Všechny jednotky byly pojmenovány podle meteorologických jevů souvisejících s větrem (風 kaze znamená „vítr“).

## Vývoj a konstrukce
Torpédoborce třídy Kamikaze navázaly na předchozí třídu Minekaze – konkrétně na její poslední tři jednotky tvořící podtřídu Nokaze – ze které převzaly rozmístění hlavňové a torpédové výzbroje. Ta sestávala ze čtyř 120mm kanónů typu 3. roku a tří otočných dvouhlavňových torpédometů modelu 1921. Od třídy Minekaze se Kamikaze lišily detaily můstku, rozšířením trupu o 0,1 metru a zvětšením standardního výtlaku o 55 tun. Tato velká podobnost vede některé autory – například Evans & Peattie – k tomu, že jednotky třídy Kamikaze řadí pod třídu Minekaze.
Stavba torpédoborců třídy Kamikaze probíhala na základě plánu rozvoje císařského námořnictva 8-8 (八八艦隊案 hači-hači kantai-an). Celkem mělo být postaveno jedenáct jednotek, ale kvůli omezením vzniklým v důsledku podepsání washingtonské konference byly dvě jednotky zrušeny. Paralelně k třídě Kamikaze byly stavěny i „torpédoborce druhé třídy“ (二等駆逐艦 nitó kučikukan) třídy Wakatake.

### Můstek
Hlavní nástavba měla čtyři úrovně: dolní patro na horní palubě (上部甲板 džóbu kanpan), druhé patro horní můstkové paluby (上部艦橋 džóbu kankjó), můstek (羅針艦橋 rašin kankjó) a plošinu se světlometem a dálkoměrem. Otevřený můstek měl přední stěnu chráněnou plechem a prosklenými okny. Nad přední částí můstku byla kostra, přes kterou se jako ochrana před nepříznivým počasím dala natáhnout plachta. Plošina nad můstkem nesla 40cm světlomet a 2m stereoskopický dálkoměr. Na křídlech můstku se rovněž nacházely oba protiletadlové kulomety.

### Pohon
Pohon prvních pěti jednotek třídy Kamikaze zajišťovaly (stejně jako u Minekaze) dvě soustavy v Japonsku licenčně vyrobených parních turbín Micubiši Parsons. Každá sestava se skládala z jedné vysokotlaké a jedné nízkotlaké turbíny, které přes převodovku poháněly jednu hřídel. Každá sestava měla výkon 19 250 k (14 158,4 kW) při 400 otáčkách lodního šroubu za minutu. Nárůst výtlaku a šířky lodí při zachování stejné pohonné soustavy vedl k poklesu maximální rychlosti na 37,2 uzlů (68,89 km/h). Vysokotlaké turbíny měly (na rozdíl od Minekaze) každá navíc dva stupně pro plavbu cestovní rychlostí, které byly při plavbě maximální rychlostí vynechány.
Sytou páru turbínám dodávaly čtyři vodotrubné kotle Ro-gó Kanpon šiki, přičemž přední komín odváděl spaliny z 1. a 2. a zadní komín ze 3. a 4. kotle.

### PodtřídaOite
Poslední čtyři jednotky se od prvních pěti odlišovaly v několika detailech, kvůli kterým jsou tyto jednotky označovány jako podtřída Oite:
- Soustavy turbín Micubiši Parsons byly nahrazeny za sestavy turbín Kanpon o stejném výkonu a stejné konfiguraci zapojení[8]
- Byla zdvojnásobena zásoba náhradních torpéd ze dvou na čtyři. První jednotky nesly celkem osm torpéd (šest v torpédometech a dvě náhradní), zatímco podtřída Oite mohla nést celkem až deset torpéd (šest v torpédometech a čtyři náhradní)
- 6,5mm kulomety modelu 1914 byly nahrazeny za dva 7,7mm/87 kulomety Lewis
- Instalovány dva vrhače hlubinných náloží a dvě skluzavky pro hlubinné nálože na zádi

## Pozdější modifikace

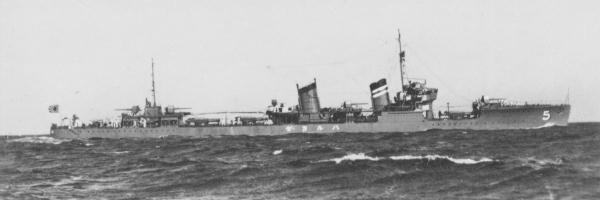
Harukaze v roce 1934 již s novým zakončením komínů

Ve třicátých letech byl změněn tvar komínů, jejichž konce byly zešikmeny.
Za druhé světové války byla výzbroj přežívajících jednotek modifikována. Zejména došlo k posílení protiletadlové výzbroje. V letech 1941 a 1942 byla demontována 120mm děla č. 4 (na zádi) a lodě obdržely až deset 25mm kanónů typu 96. V roce 1944 nesly lodě třináct až dvacet 25mm hlavní.

## Pojmenování jednotek třídyKamikaze
.

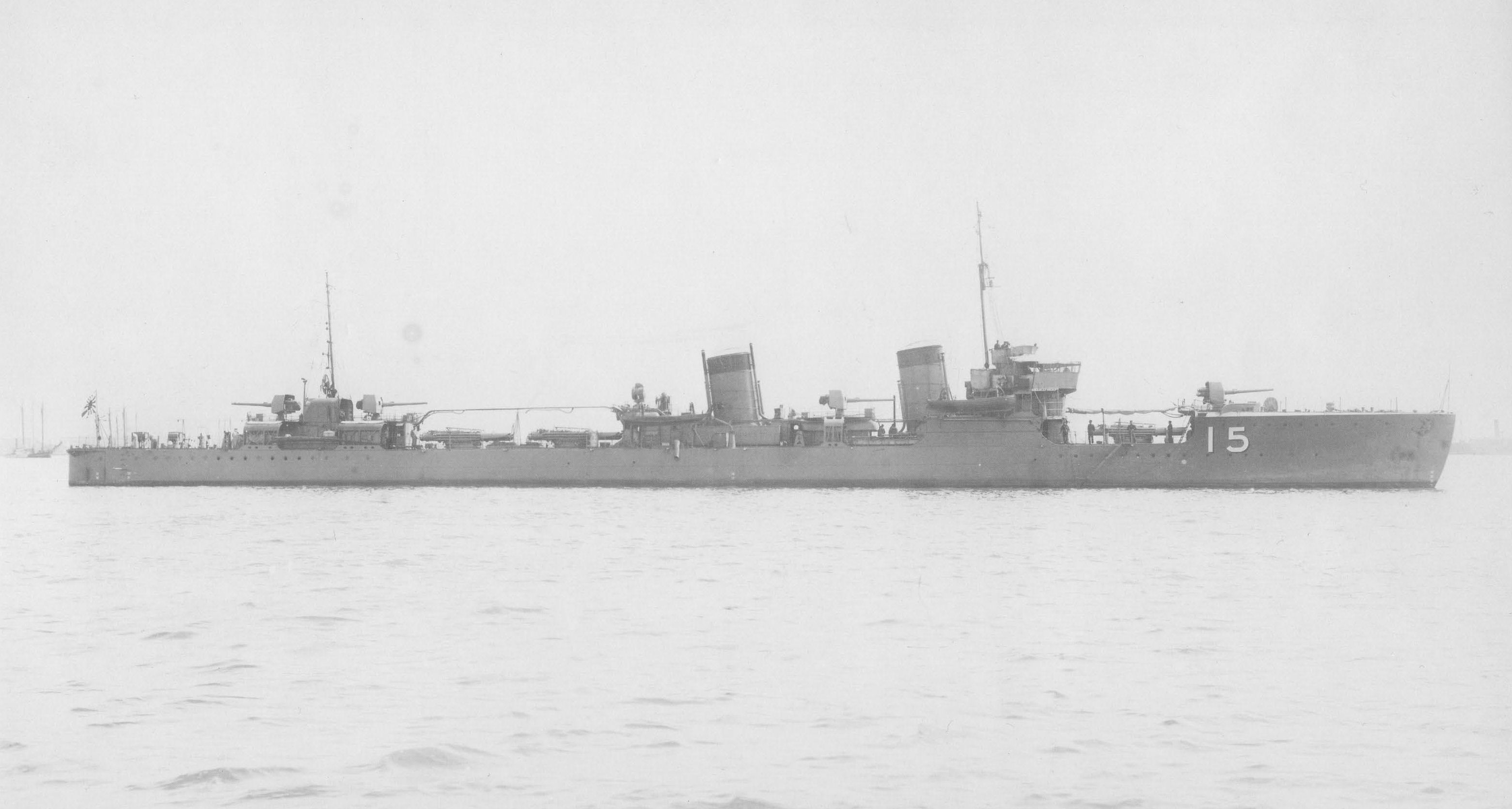
Pravobok „torpédoborce číslo 15“ dne 29. prosince 1924. Tato jednotka později nesla jméno Asanagi

Původně se počítalo s tím, že jednotky třídy Kamikaze ponesou jména větrů, obdobně jako předchozí třída Minekaze. První jednotka pak měla nést jméno Kijokaze (清風) nebo Sojokaze (微風), což vede někdy k označování třídy Kamikaze (jak byla nakonec první jednotka přejmenována) jako třídy Kijokaze. Jména jim ale nebyla přidělena a lodě byly pouze opatřeny lichým číslem (například 第一駆逐艦 Dai-iči kučikukan ~ „1. torpédoborec“). Sudá čísla pak byla přidělena torpédoborcům třídy Wakatake. Dne 24. dubna 1924 bylo k řadové číslovce přidáno 号 (gó ~ číslo, položka), takže název pak zněl například 第一号駆逐艦 Dai-iči-gó kučikukan ~ „torpédoborec číslo 1“. Dne 1. srpna 1928 pak došlo k přejmenování, kdy byla jednotkám přidělena jména související s větrem. Fotografie Harukaze z roku 1934 dokládá souběžné používání jména (viz katakanou psaný nápis 「ゼカルハ」 na boku – psal se ještě zprava doleva) a čísla (viz číslo „5“ na přídi).

## Jednotky třídyKamikaze
Sloupec „Číslo“ obsahuje čísla přidělená torpédoborcům před přejmenováním v roce 1928.
| Číslo | Jméno           | Loděnice            | Položení kýlu      | Spuštění           | Přijetí do služby  | Osud |
| ----- | --------------- | ------------------- | ------------------ | ------------------ | ------------------ | --- |
| 1     | Kamikaze (神風) | Micubiši, Nagasaki  | 15. prosince 1921  | 25. září 1922      | 19. prosince 1922  | 5. října 1945 vyřazen. Jako repatriační plavidlo najel 7. června 1946 na útes u Omaezaki v prefektuře Šizuoka |
| 3     | Asakaze (朝風)  | Micubiši, Nagasaki  | 16. února 1922     | 8. prosince 1922   | 16. června 1923    | 23. srpna 1944 potopen západně od Luzonu ponorkou USS Haddo                                                   |
| 5     | Harukaze (春風) | arzenál Maizuru     | 16. května 1922    | 18. prosince 1922  | 31. května 1923    | 10. listopadu 1945 vyřazen a následně potopen jako vlnolam                                                    |
| 7     | Macukaze (松風) | arzenál Maizuru     | 2. prosince 1922   | 30. října 1923     | 5. dubna 1924      | 9. června 1944 potopen východně od Čičidžima ponorkou USS Swordfish                                           |
| 9     | Hatakaze (旗風) | arzenál Maizuru     | 3. července 1923   | 15. března 1924    | 30. srpna 1924     | 15. ledna 1945 potopen útokem amerických letounů z letadlových lodí v Takao                                   |
| 11    | Oite (追風)     | Uraga, Jokosuka     | 16. března 1923    | 27. listopadu 1924 | 30. října 1925     | 18. února 1944 potopen při útoku amerických letounů z letadlových lodí na Truk                                |
| 13    | Hajate (疾風)   | Išikawadžima, Tokio | 11. listopadu 1922 | 23. března 1925    | 21. listopadu 1925 | 11. prosince 1941 potopen pobřežní baterií jihozápadně od atolu Wake                                          |
| 15    | Asanagi (朝凪)  | Fudžinagata, Ósaka  | 5. března 1923     | 21. dubna 1924     | 29. prosince 1925  | 22. května 1944 potopen ponorkou USS Pollack severozápadně od Čičidžima                                       |
| 17    | Júnagi (夕凪)   | arzenál Sasebo      | 17. září 1923      | 23. dubna 1924     | 24. května 1925    | 25. srpna 1944 potopen ponorkou USS Picuda u severního pobřeží Luzonu                                         |